# Panzerarmee Afrika
Da antallet af tyske tropper indsat i Felttoget i Nordafrika under 2. Verdenskrig voksede ud over det oprindelige beskedne Afrikakorps etablerede tyskerne en mere udbygget kommandostruktur og placerede det nu udvidede Afrikakorps sammen med en række italienske enheder under den nye struktur, som i tidens løb optrådte under en række navne.
- Panzergruppe Afrika, august 1941 – januar 1942
- Panzerarmee Afrika, januar 1942 – oktober 1942
- Deutsch-Italienische Panzerarmee, oktober 1942 – februar 1943
- Heeresgruppe Afrika, februar 1943 – maj 1943

## Panzergruppe Afrika
Efter den første kampagne, hvor Erwin Rommel teknisk set var underlagt italiensk kommando, etablerede den tyske overkommando OKW en ny kommandostruktur i Afrika ved at etablere et nye hovedkvarter ved navn Panzergruppe Afrika. Den 15. august 1941 blev Panzergruppe Afrika aktiveret med Rommel som øverstkommanderende og kommandoen over Afrika Korps blev overdraget til Ludwig Crüwell. Panzergruppe Afrika havde kommandoen over såvel Afrika Korps og nogle yderligere tyske enheder, som blev sendt til Afrika foruden to italienske Korps. 

## Panzerarmee Afrika
Panzergruppe Afrika blev omdøbt til Panzerarmee Afrika den 30. januar 1942.

## Deutsch-Italienische Panzerarmee
Panzerarmee Afrika blev igen omdøbt til Deutsch-Italienische Panzerarmee i oktober 1942 under det lange tilbagetog efter nederlaget i Andet slag om el-Alamein i Ørkenkrigen. 

## Heeresgruppe Afrika
I februar 1943 blev hovedkvarteret opgraderet til Heeresgruppe Afrika for at lede forsvaret af Tunesien i de sidste faser af Felttoget i Nordafrika. 
Dens kampenheder – herunder Afrika Korps – blev overført til den 1. italienske arme. Kommandoen over Heeresgruppen blev overdraget til Hans-Jürgen von Arnim i marts. Heeresgruppe Afrika omfattede den tyske 5. Panzerarmee foruden den italienske 1. Arme.
Arnim overgav sig sammen med Heeresgruppe Afrika den 13. maj 1943, og afsluttede dermed Aksemagternes tilstedeværelse i Afrika.

## Slagorden
Gennem hele sin eksistens styrede dette hovedkvarter det velkendte Afrika Korps, og i størstedelen af dens levetid desuden en række andre tyske og italienske enheder.  Det følgende overblik over dens enheder stammer fra lexikon-der-wehrmacht.de, med korrigerede datoer (se referencerne).

### Slagorden for Panzergruppe Afrika
Panzergruppe Afrika (Rommel)
- Fra september 1941: (under Rommels første offensiv ind i Ægypten 
  - Tyske Afrika Korps
  - Italienske XXI Korps
  - Tyske 15. panzerdivision

### Slagorden for Panzer Armee Afrika
Panzer Army Africa (Rommel)
- Fra januar 1942: (under Rommels anden offensiv ind i Ægypten)
  - Tyske Afrika Korps
  - Italienske X Korps
  - Italienske XXI Korps
  - Italienske Corpo d'Armata di Manovra (manøvrekorps)
  - Tyske 90. lette Afrika division
  - Italienske 55. division Savona

- Fra april 1942: (før og under slagene ved Gazala og Tobruk)
  - Tyske Afrika Korps
  - Italienske X Korps
  - Italienske XX Motoriserede Korps
  - Italienske XXI Korps
  - Tyske 90. lette Afrika division

- Fra august 1942: (under Andet slag om el-Alamein)[3]
  - Tyske Afrika Korps
  - Italienske X Korps
  - Italienske XX Motoriserede Korps
  - Italienske XXI Korps
  - Italienske 133. pansrede division Littorio

### Slagorden for Deutsch-Italienische Panzerarmee
Deutsch-Italienische Panzerarmee (Rommel)
- Fra november 1942: (under tilbagetrækningen fra el-Alamein)
  - Tyske Afrika Korps
  - Italienske X Korps
  - Italienske XX Motoriserede Korps
  - Italienske XXI Korps
  - Tyske lette 90. Afrika division
  - Italienske 136. motoriserede infanteridivision Giovani Fascisti
  - Italienske 17. infanteridivision Pavia
- Fra fbruar 1943: (under forsvaret af det sydlige Tunesien)
  - Tyske Afrika Korps
  - Italienske XX Motoriserede Korps
  - Italienske XXI Korps
  - Tyske 164. lette Afrika division
  - Tyske Ramcke faldskærmsbrigade

### Slagorden for Heeresgruppe Afrika
Fra february 1943:
- Tyske 5. Panzerarmee (nordlige Tunesien)
- Italienske 1. Arme (sydlige Tunesien)

## Fodnoter
1. ↑  En tysk Panzergruppe var et hovedkvarter på arme-niveau. Efterhånden som krigen gik, blev alle Panzergrupper omdøbt til Panzerarmeer.
2. ↑  Bemærk at der var intet tidspunkt hvor alle tyske enheder i Afrika var underordnet Afrika Korpset; nogle var reserver for Panzerarmeen og nogle var ved lejlighedsvis underlagt italienske armeer eller korps.
3. ↑  En meget detaljeret slagorden for denne periode findes på axishistory.com. Der kan dog forekomme visse mindre fejl i detaljerne, f.eks. anfører andre kilder at den tyske 164. lette division var direkte underlagt det italienske XX Korps fremfor direkte under Panzer Armee Afrika.